# Halo: Reach
A Halo: Reach egy first-person shooter, melyet a Bungie fejlesztett és a Microsoft Game Studios adott ki kizárólagosan Xbox 360 konzolra 2010. szeptember 14-én. A játék története 2552-ben játszódik, amikor az emberiség az idegen fajokból álló szövetség, a Covenant ellen vívja harcát. A játékos Noble Six irányítását kapja kezei közé, aki egy elit szuper katonákból álló különítmény tagja, ami a Reach bolygón fog különféle küldetéseket végrehajtani.
A játékot eredetileg a 2009-es E3 alkalmával jelentették be Los Angelesben, az első videó, ami már a játék motorjával készült, a 2009-es Spike Video Game Awards díjátadón volt látható. A Halo 3: ODST vásárlói részt vehettek a Reach 2010 májusában indult bétatesztjében, ahol a többjátékos mód volt kipróbálható, így a fejlesztők a játékosok tapasztalati alapján még kijavíthatták a felmerült hibákat és megtehették a játékmenetben a szükséges, mielőtt a boltokba került volna a program. A Bungie legfőbb célja, hogy egy lenyűgöző világot mutassanak meg a játékosoknak, ahol keményebb ellenfelekkel harcolhatnak, illetve az audiovizuális részre is nagy hangsúlyt helyeztek.
A Halo: Reach a megjelenése napján 200 millió dollár bevételt termelt, amivel a sorozaton belül új rekordot állított fel. A játék a világ minden táján jó eladási mutatókkal bírt, Észak-Amerikában az eladásai az első hónap alatt átlépték a 3 millió példányt. A játék kritikailag is sikeres volt, az IGN, a GamePro és az Official Xbox Magazine is az eddigi legjobb Halo játéknak titulálta, a Metacritic összesítésében pedig 99 teszt átlaga alapján 91 pontos értékelést kapott. A Reach egyben a Bungie utolsó Halo sorozathoz kötődő játéka, a széria további sorsáért a Microsoft egyik leányvállalata a 343 Industries felel.

## Külső hivatkozások
- A sorozat hivatalos weboldala
- A játék hivatalos weboldala
- A játék a készítők honlapján Archiválva 2009. október 22-i dátummal a Wayback Machine-ben